# TV UNAM
TV UNAM (conhecido também por seus logos estilizados como teveunam, tvu, tvunam e tv•unam) é um canal de televisão aberta mexicano, propriedade da Universidade Nacional Autónoma de México e administrada pela Direcção Geral de Televisão Universitária que faz parte da Coordenação de Difusão Cultural da Universidade Nacional. Reúne a variedade cultural, científica, artística, bem como pensamentos universitários para impulsionar o desenvolvimento de formatos e linguagens audiovisuais.

## História
A Universidade Nacional Autônoma do México (UNAM) começou a transmitir no canal analógico 60, em 5 de dezembro de 2000, na Cidade do México, a fim de preparar o caminho para sua própria rede de televisão. É transmitido por cinco anos e, posteriormente, eles renovam essa permissão de transmissão para operar apenas como uma rede TDT no canal 20, em 30 de novembro de 2005.
Como parte do projeto, da UNAM DGTU (Direcção-Geral de Televisão Universidade ou TV UNAM) iniciou a transmissão de UNAM TV em 24 de Outubro de 2005, sobre sistemas de televisão por satélite, como cabo e: Cablevision no Vale do México e por satélite provedor de TV SKY e mais tarde Dish Mexico. (A partir de 2014, a TV UNAM é agora necessária para todos os sistemas a cabo no México, juntamente com várias outras estações públicas e culturais.) Com a ajuda da rede de televisão pública OPMA, do governo (agora Sistema Público de Radiodifusão do Estado Mexicano (SPR)) ), expandiu sua cobertura como subcanal digital over-the-air. A TV UNAM geralmente está no ar diariamente das 8h às 12 Midnight (mais em algumas noites, especialmente se houver um filme ou concerto agendado).
Embora a UNAM atualmente opere sua própria estação, a XHUNAM-TDT no canal 20 na Cidade do México, ela tem sido usada para transmissões experimentais e não transmite a programação da UNAM TV. A estação da Cidade do México da SPR, XHOPMA-TDT, transporta-a pelo canal 20.1.

## Retransmissão pelo Sistema Público de Radiodifusão do Estado Mexicano
TV UNAM retransmite-se por 26 estações da rede do SPR.
Por disposição oficial, o canal virtual alocado para este sinal é o 20.1, o qual prove/provem da estação XHUNAM-TDT da Cidade de México. No entanto, como esta estação é de baixa potência, a estação XHSPR-TDT é a encarregada de difundir o sinal para o Vale de México.
O sinal HD só está disponível pela estação XHUNAM-TDT actualmente.
| Prefixo    | Canal Digital (ATSC) | População                            |
| ---------- | -------------------- | ------------------------------------ |
| XHOPCE-TDT | 20                   | Celaya, Guanajuato.                  |
| XHOPME-TDT | 23                   | Mérida, Yucatán.                     |
| XHOPHA-TDT | 27                   | Hermosillo, Sonora.                  |
| XHSPR-TDT  | 30                   | Cidade de México.                    |
| XHOPPA-TDT | 30                   | Povoa de Zaragoza, Povoa.            |
| XHOPEM-TDT | 30                   | Toluca, México.                      |
| XHOPMQ-TDT | 30                   | Santiago de Querétaro, Querétaro.    |
| XHOPOS-TDT | 31                   | Cidade Obregón, Sonora.              |
| XHOPTC-TDT | 31                   | Tuxtla Gutiérrez, Chiapas.           |
| XHOPCC-TDT | 32                   | San Francisco de Campeche, Campeche. |
| XHOPLA-TDT | 34                   | León, Guanajuato.                    |
| XHOPTA-TDT | 35                   | Tampico, Tamaulipas.                 |
| XHOPOA-TDT | 35                   | Oaxaca de Juárez, Oaxaca.            |
| XHOPXA-TDT | 35                   | Xalapa-Enríquez, Veracruz.           |
| XHOPVT-TDT | 38                   | Villahermosa, Tabasco.               |
| XHOPMS-TDT | 41                   | Mazatlán, Sinaloa.                   |
| XHOPCO-TDT | 41                   | Colima, Colima.                      |
| XHOPTP-TDT | 42                   | Tapachula, Chiapas.                  |
| XHOPGA-TDT | 43                   | Guadalajara, Jalisco.                |
| XHOPUM-TDT | 44                   | Uruapan, Michoacán.                  |
| XHOPMO-TDT | 44                   | Morelia, Michoacán.                  |
| XHOPCA-TDT | 46                   | Coatzacoalcos, Veracruz.             |
| XHOPAG-TDT | 47                   | Aguascalientes, Aguascalientes.      |
| XHOPZC-TDT | 47                   | Zacatecas, Zacatecas.                |
| XHOPSC-TDT | 51                   | San Cristóbal das Casas, Chiapas.    |
| XHOPMT-TDT | 51                   | Monterrey, Novo León.                |